# Ernesto Alterio
Ernesto Federico Alterio Bacaicoa (Buenos Aires, 25 settembre 1970) è un attore argentino con cittadinanza spagnola.

## Biografia
Figlio di una psicologa e dell'attore Héctor Alterio, a causa delle minacce rivevute della Alleanza Anticomunista Argentina la sua famiglia fu costretta a lasciare l'Argentina dopo il colpo di Stato che ebbe luogo poco dopo la nascita di sua sorella Malena. Ernesto prende il nome da Che Guevara e il suo secondo nome, Federico, dal poeta Federico García Lorca. È di origini italiane, i suoi nonni erano originari di Carpinone, un comune della provincia di Isernia, in Molise.
Ha studiato arte drammatica con Cristina Rota e Daniel Sánchez. Per completare i suoi studi ha preso lezioni di danza con Agustín Belusci. Alla scuola di Cristina Rota, è diventato amico di Nathalie Poza, Guillermo Toledo e Alberto San Juan, con i quali ha fondato il gruppo teatrale Ración de Oreja, la compagnia con cui ha rappresentato il teatro Animalario nel 1996.
La sua carriera cinematografica è iniziata con piccoli ruoli in film come Il mio nome è ombra, Ho una casa, Morirai in Chafarinas, Belmonte, Più che amore, frenesia, Due per due. Anche in televisione ebbe piccoli ruoli in serie come The Young Picasso, Full, Please, Colegio Mayor, The Thieves Go to the Office e Tutti gli uomini sono uguali.
Nella sua carriera ha ricevuto due candidature ai premi Silver Frames.

### Vita privata
Si è sposato nel 2006 con l'attrice colombiana Juana Acosta; la coppia ha avuto una figlia, ed ha successivamente divorziato.

## Filmografia parziale

### Cinema
- Tango feroz: la leggenda di Tanguito (Tango feroz: la leyenda de Tanguito), regia di Marcelo Piñeyro (1993)
- Los lobos de Washington, regia di Mariano Barroso (1999)
- Buñuel e la tavola di re Salomone (Buñuel y la mesa del rey Salomón), regia di Carlos Saura (2001)
- L'altro lato del letto (El otro lado de la cama), regia di Emilio Martínez Lázaro (2002)
- Infanzia clandestina (Infancia clandestina), regia di Benjamín Ávila (2011)
- Origini segrete (Orígenes secretos), regia di  David Galán Galindo (2020)

### Televisione
- Le ragazze del centralino (Las chicas del cable) - serie TV (2017)
- Narcos: Messico (Narcos: Mexico) - serie TV (2018)
- Qualcuno deve morire (Alguien tiene que morir) - miniserie TV (2020)
- Tutti mentono (Todos mienten) - serie TV (2021)
- Griselda - serie TV (2024)